# Saied Tagavi
Saied Tagavi, född i Iran, socialdemokrat från Hässelby, revisor och rösträknare i den statsfinaniserade organisationen Centrum mot rasism, samt f.d. ordförande i Iranska Riksförbundet. Dömdes i januari 2004 i Stockholms tingsrätt för valfusk i samband med riksdagsvalet 2002. Domen fastställdes i maj 2005 av hovrätten. Valfusket bestod i att Saied Tagavi agerat röstningsombud på ett äldreboende och då bara delat ut socialdemokratiska och blanka röstsedlar.